# Ruder-Europameisterschaften 1971

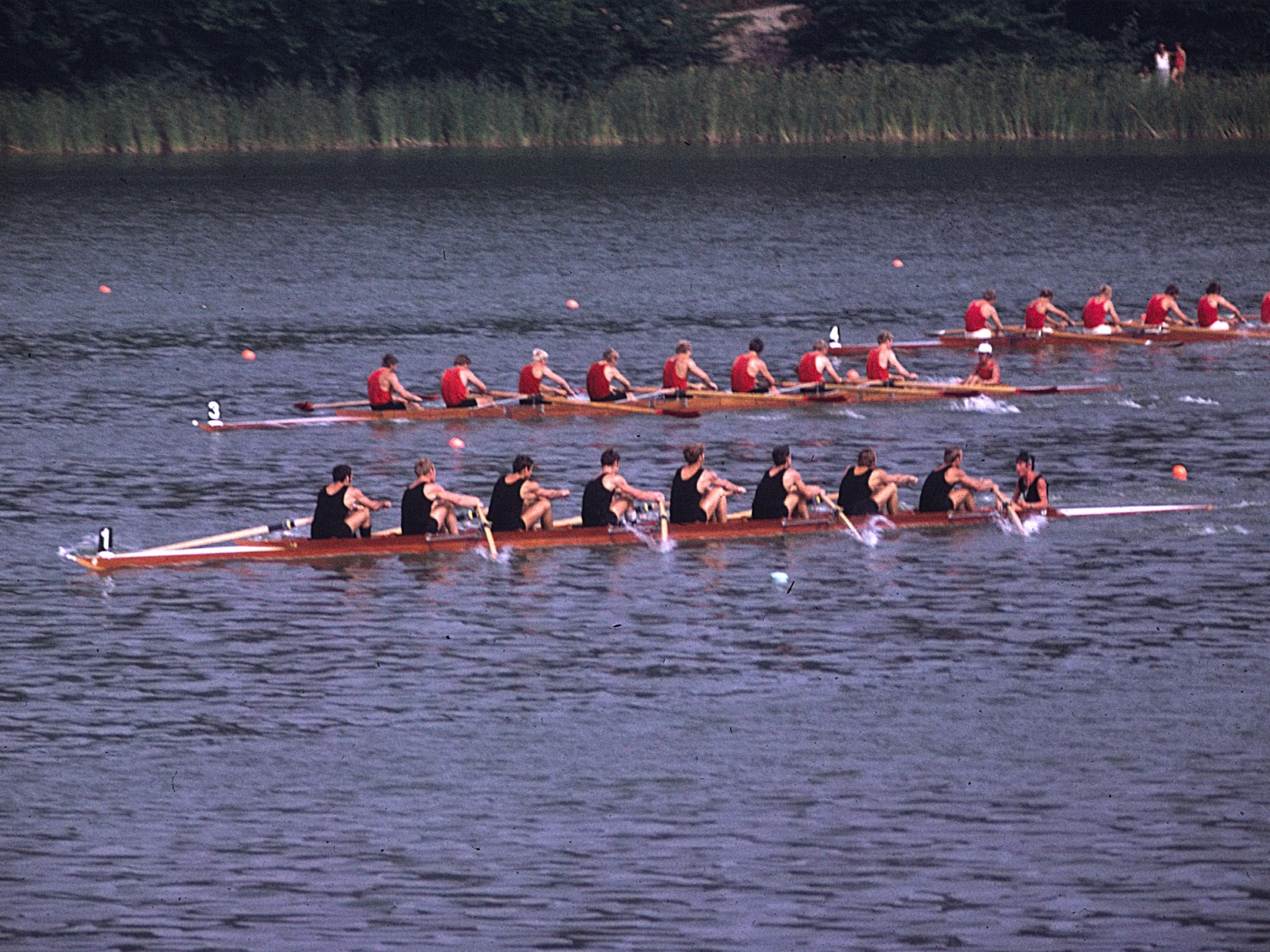
Der neuseeländische Achter liegt in Führung

Die Ruder-Europameisterschaften 1971 wurden auf dem Bagsværd-See in der Nähe von Kopenhagen ausgetragen. Die Finals der Rennen in zwölf Bootsklassen fanden im August 1971 statt. Die erfolgreichste Rudermannschaft wurde von der DDR mit dem Gewinn von je fünf Gold- und Silbermedaillen sowie einer Bronzemedaille entsendet.
Da es zu Beginn der 1970er-Jahre noch keine Ruder-Weltmeisterschaften im jährlichen Rhythmus gab, haben an den Europameisterschaften auch zahlreiche nichteuropäische Mannschaften teilgenommen. Im Einer gelang dem Argentinier Alberto Demiddi der Titelgewinn, während im Männerachter Neuseeland Europameister wurde.

## Ergebnisse
Hier sind die Medaillengewinner aus den A-Finals aufgelistet. Diese waren mit sechs Booten besetzt, die sich über Vor- und Hoffnungsläufe sowie Halbfinals für das Finale qualifizieren mussten. Die Streckenlänge betrug in allen Läufen der Männer 2000 Meter und in allen Läufen der Frauen 1000 Meter.

### Männer
| Bootsklasse                  | Gold | Gold    | Silber | Silber  | Bronze | Bronze  |
| ---------------------------- | --- | ------- | --- | ------- | --- | ------- |
| Einer (M1x)                  | Argentinien Alberto Demiddi | 6:57,99 | DDR Götz Draeger | 7:01,41 | Neuseeland Murray Watkinson | 7:02,34 |
| Doppelzweier (M2x)           | DDR Joachim Böhmer Hans-Ulrich Schmied                                                                                             | 6:15,27 | Norwegen Frank Hansen Svein Thøgersen | 6:15,65 | Sowjetunion Nikolai Balenkow Gennadi Korschikow | 6:25,20 |
| Zweier ohne Steuermann (M2-) | DDR Peter Gorny Werner Klatt | 6:43,40 | Tschechoslowakei Petr Lakomý Lubomír Zapletal | 6:48,57 | Polen Jerzy Broniec Alfons Ślusarski | 6:51,46 |
| Zweier mit Steuermann (M2+)  | DDR Wolfgang Gunkel Jörg Lucke Klaus-Dieter Neubert (Stm.)                                                                         | 6:56,94 | Tschechoslowakei Pavel Svojanovský Oldřich Svojanovský Petr Krchov (Stm.)                                                                                 | 6:58,43 | Sowjetunion Nikolai Iwanow Wladimir Jeschinow Alexander Lukjanow (Stm.) | 6:59,59 |
| Vierer ohne Steuermann (M4-) | DDR Frank Forberger Frank Rühle Dieter Grahn Dieter Schubert                                                                       | 6:00,72 | Norwegen Svein Nielsen Kjell Sverre Johansen Tom Amundsen Ole Nafstad                                                                                     | 6:03,59 | BR Deutschland Wolfgang Plottke Franz Held Peter Funnekötter Joachim Werner Ehrig | 6:06,02 |
| Vierer mit Steuermann (M4+)  | BR Deutschland Alois Bierl Gerhard Auer Hans-Johann Färber Peter Berger Uwe Benter (Stm.)                                          | 6:12,82 | DDR Harold Dimke Manfred Schneider Hartmut Schreiber Manfred Schmorde Dieter Schwarz (Stm.)                                                               | 6:14,95 | Sowjetunion Anuschawan Gassan-Dschalalow Wolodymyr Sterlyk Wiktor Suslin Anatoli Fjodorow Igor Rudakow (Stm.)                                                                        | 6:14,98 |
| Achter (M8+)                 | Neuseeland Gary Robertson Trevor Coker Athol Earl Lindsay Wilson John Hunter Dick Joyce Wybo Veldman Tony Hurt Simon Dickie (Stm.) | 5:33,92 | DDR Dietrich Zander Hans-Joachim Puls Eckhard Martens Rolf Jobst Reinhard Gust Klaus-Peter Foppke Ernst-Otto Borchmann Bernd Ahrendt Reinhard Zahn (Stm.) | 5:34,32 | Sowjetunion Mindaugas Vaitkus Beniaminas Natsevičius Apolinaras Grigas Tiit Helmja Pawel Solowjow Wladimir Iljinski Nikolai Sumatoschin Alexander Martyschkin Wiktor Michejew (Stm.) | 5:39,74 |

### Frauen
| Bootsklasse                        | Gold | Gold    | Silber | Silber  | Bronze | Bronze  |
| ---------------------------------- | --- | ------- | --- | ------- | --- | ------- |
| Einer (W1x)                        | DDR Anita Kuhlke | 4:30,75 | Frankreich Annick Anthoine | 4:34,66 | BR Deutschland Edith Eckbauer | 4:35,03 |
| Doppelzweier (W2x)                 | Sowjetunion Jelisaweta Kondraschina Galina Jermolajewa | 4:05,55 | DDR Gisela Jäger Rita Schmidt | 4:08,13 | BR Deutschland Astrid Hohl Bärbel Kornhass | 4:09,55 |
| Doppelvierer mit Steuerfrau (W4x+) | Rumänien Doina Bardas Elisabeta Lazăr Mitana Botez Ioana Tudoran Stefania Gurau (Stf.)                                                                          | 3:48,39 | Sowjetunion Galina Mitrochina Alexandra Botscharowa Nadeschda Pronina Tatjana Rakowschik Ludmila Arsakowskaja (Stf.)                              | 3:50,92 | Frankreich Josiane Fenie Jeanine Gonneaud Josiane Massiasse Jacqueline Kustner Marie-Helene Gin (Stf.)                                                       | 3:53,14 |
| Vierer mit Steuerfrau (W4+)        | Sowjetunion Anna Kuleschowa Olga Iwanowa Tatjana Petrowa Jelena Morosowa Anna Sytschowa (Stf.)                                                                  | 3:55,77 | Rumänien Doina Bălașa Mărioara Singiorzan Elena Necula Teodora Boicu Rodica Iordache (Stf.)                                                       | 3:56,45 | DDR Irmhild Schulz Angelika Noack Ingelore Schweizer Irina Müller Christine Rösch (Stf.)                                                                     | 3:59,66 |
| Achter (W8+)                       | Sowjetunion Larissa Sozkowa Nina Filatowa Sofja Beketowa Walentina Alexejewa Nina Abramowa Jewdokia Rjabowa Walentina Rubzowa Nina Bistrowa Nina Frolowa (Stf.) | 3:27,78 | DDR Ute Marten Renate Schlenzig Rosel Nitsche Christa Staack Brigitte Ahrenholz Susanne Spitzer Gunhild Blanke Renate Boesler Gudrun Apelt (Stf.) | 3:35,52 | Rumänien Ecaterina Trancioveanu Elena Necula Elena Oprea Cristel Wiener Florica Petcu Elena Gawluk Marioara Constantin Viorica Lincaru Stefania Gurau (Stf.) | 3:41,38 |

## Medaillenspiegel
| Platz | Land             | Gold | Silber | Bronze | Gesamt |
| ----- | ---------------- | ---- | ------ | ------ | ------ |
| 1     | DDR              | 5    | 5      | 1      | 11     |
| 2     | Sowjetunion      | 3    | 1      | 4      | 8      |
| 3     | Rumänien         | 1    | 1      | 1      | 3      |
| 4     | BR Deutschland   | 1    |        | 3      | 4      |
| 5     | Neuseeland       | 1    |        | 1      | 2      |
| 6     | Argentinien      | 1    |        |        | 1      |
| 7     | Tschechoslowakei |      | 2      |        | 2      |
| 7     | Norwegen         |      | 2      |        | 2      |
| 9     | Frankreich       |      | 1      | 1      | 2      |
| 10    | Polen            |      |        | 1      | 1      |
| Summe | Summe            | 12   | 12     | 12     | 36     |